# Csörgőfa (növénynemzetség)
A csörgőfa (Koelreuteria) a szappanfafélék (Sapindaceae) családjába tartozó növénynemzetség. Joseph Gottlieb Koelreuter (1733-1806) német botanikusról nevezték el. 3 lombhullató faj tartozik a nemzetségbe, melyek Kelet-Ázsiában honosak.

## Leírás
10–20 m magasra növő cserjék vagy fák. Egyszeresen vagy kétszeresen összetett leveleik páratlanul szárnyasak. A virágzat végálló buga, a virágok kicsik, 4 keskeny sárga sziromlevellel. Termésük felfújt tok 3 maggal.

## Fajok
- Koelreuteria bipinnata Franch. – kőrislevelű csörgőfa[1]
- Koelreuteria elegans (Seem.) A. C. Sm.
- Koelreuteria paniculata Laxm. – bugás csörgőfa

- var. apiculata (Rehd. et E.H. Wils.) Rehd. – szecsuáni csörgőfa